# Historische Provinzen Frankreichs

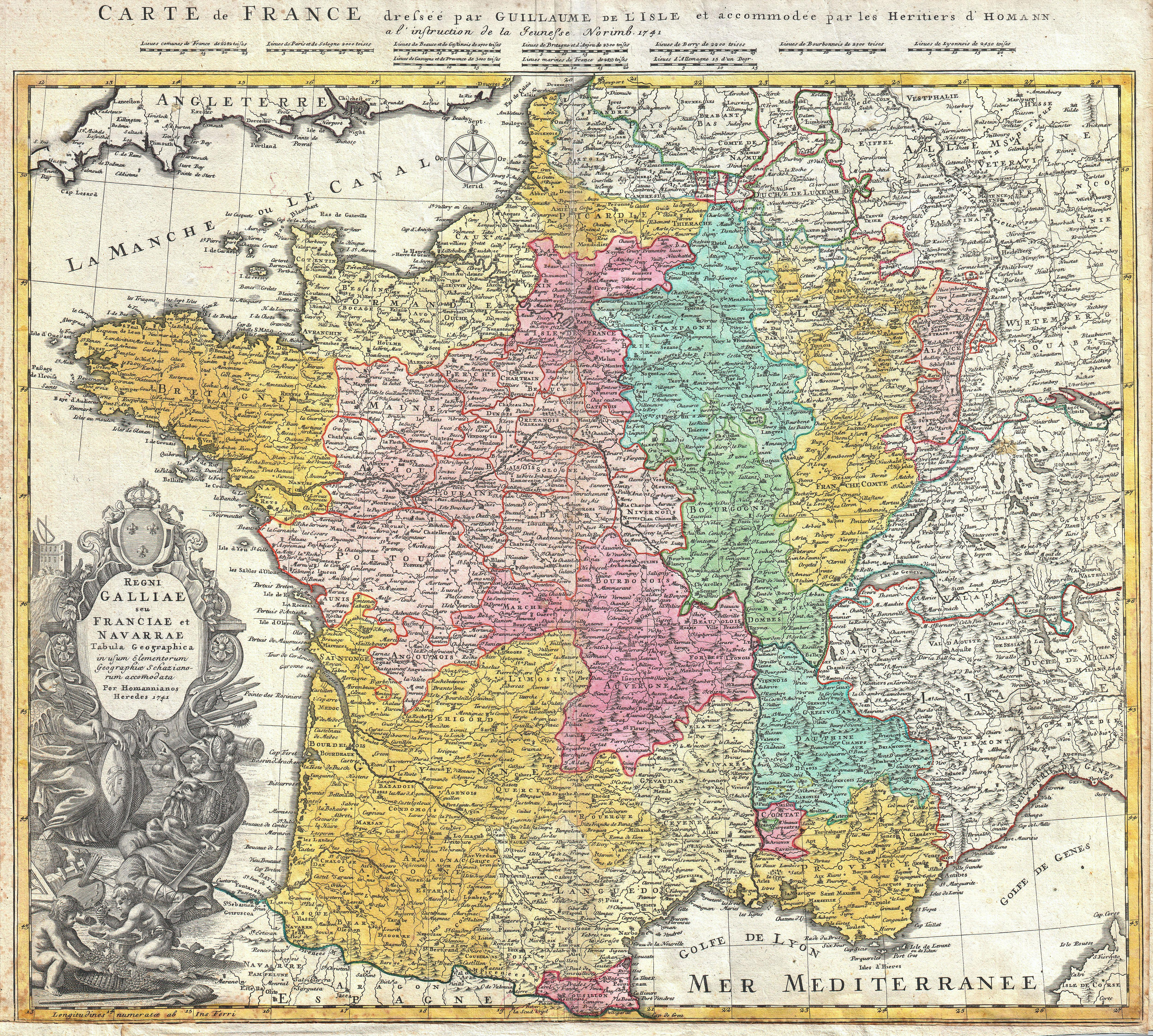
Die Verwaltungsgliederung Frankreichs zur Zeit des Ancien Régime, nach einer 1721 von dem Hofgeographen Guillaume Delisle angefertigten Karte. In Nürnberg von den Erben Johann Baptist Homanns (1664–1724) im Jahre 1741 gedruckt.

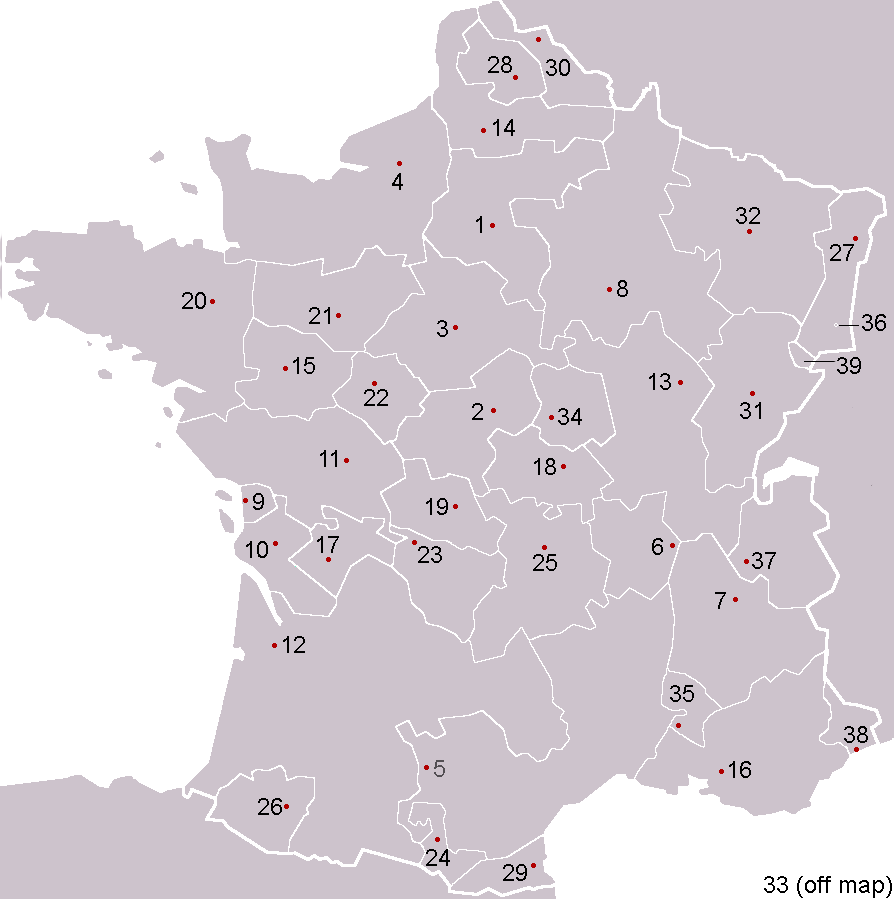
Die historischen Provinzen Frankreichs vor der Revolution sowie heute zu Frankreich gehörende Territorien aus dieser Zeit:
1 Île-de-France (die historische Domaine royal, Hauptort Paris)
2 Berry (Hauptort Bourges)
3 Orléanais (Hauptort Orléans)
4 Normandie (Hauptort Rouen)
5 Languedoc, hauptsächlich die Grafschaft Toulouse (Hauptort Toulouse)
6 Lyonnais (Hauptort Lyon)
7 Dauphiné, Grafschaft Vienne (Hauptort Grenoble)
8 Champagne (Hauptort Troyes)
9 Aunis, ein aquitanisches Lehen (Hauptort La Rochelle)
10 Saintonge (Hauptort Saintes)
11 Poitou, ein aquitanisches Lehen (Hauptort Poitiers)
12 Aquitaine, seit 13. Jh. Guyenne, mit der Gascogne (Hauptort Bordeaux)
13 Bourgogne (Hauptort Dijon)
14 Picardie (Hauptort Amiens)
15 Anjou (Hauptort Angers)
16 Provence (Hauptort Aix-en-Provence)
17 Angoumois (Hauptort Angoulême)
18 Bourbonnais (Hauptort Moulins)
19 Marche (Hauptort Guéret)
20 Bretagne (Hauptort Rennes)
21 Grafschaft Maine (Hauptort Le Mans)
22 Touraine (Hauptort Tours)
23 Limousin (Hauptort Limoges)
24 Grafschaft Foix (Hauptort Foix)
25 Herzogtum Auvergne (Hauptort Clermont-Ferrand)
26 Béarn (Hauptort Pau)
27 Elsass (Hauptort Straßburg)
28 Artois (Hauptort Arras)
29 Roussillon (Hauptort Perpignan)
30 Flandern (Hauptort Lille)
31 Franche-Comté (Freigrafschaft Burgund) (Hauptort Besançon)
32 Lothringen (Hauptort Nancy)
33 Korsika (nicht auf der Karte abgebildet, Hauptort Ajaccio)
34 Nivernais (Hauptort Nevers)
35 Grafschaft Venaissin, 1274–1791 päpstliches Lehen (Hauptort Avignon)
36 Mülhausen im Elsass (bis 1798 Teil der damaligen Schweiz, der Alten Eidgenossenschaft)
37 Savoyen, bis 1792 bzw. 1860 Teil des Königreichs Sardinien-Piemont (Hauptort Chambéry)
38 Grafschaft Nizza, bis 1792 bzw. 1860 Teil des Königreichs Sardinien-Piemont (Hauptort Nizza)
39 Grafschaft Mömpelgard (1397–1793 unter württembergischer Herrschaft, Hauptort Montbéliard)

Die historischen Provinzen (Farben) und die heutigen Départements (Linien)

Steuerrechtliche Einteilung der Provinzen

Die historischen Provinzen Frankreichs (französisch provinces, Sg. province) sind die ehemaligen territorialen Einheiten, in die Frankreich bis 1792 gegliedert war.

## Status
Viele Provinzen entsprechen ehemals selbständigen Territorien, die im Laufe der Zeit auf verschiedenen Wegen Teil der Krondomäne (Domaine royal) der französischen Könige geworden waren: an die französische Krone zurückgefallene oder von dieser eingezogene Lehen, durch Personalunion mit der französischen Krone vereinigte Territorien oder Gebiete fremder Staaten, die an Frankreich abgetreten oder von diesem annektiert wurden. Einen Sonderstatus hatte der zu Frankreich gehörende Teil des Königreiches Navarra (Royaume de Navarre), der auch als Nieder-Navarra (Basse-Navarre) bekannt ist. Dieser war zwar faktisch eine der Provinzen Frankreichs, formalrechtlich jedoch ein mit Frankreich nur in Personalunion verbundenes selbständiges Königreich, weshalb die Könige von Frankreich bis 1789 (und nach der Restauration erneut bis 1830) den Titel König von Frankreich und von Navarra (roi de France et de Navarre) führten.
Die Provinzen unterstanden zwar einer gemeinsamen Zentralregierung, behielten jedoch ihren jeweiligen auf Gewohnheitsrecht (coutumes et privilèges) beruhenden eigenständigen Rechtsstatus. Einzelne Gebiete innerhalb einer Provinz konnten wiederum eigene Gewohnheitsrechte besitzen und damit Provinzen innerhalb dieser Provinz bilden. Daher ist eine abschließende Aufzählung aller Provinzen kaum möglich. Von Seiten der zentralen Verwaltung wurden für verschiedene Zwecke verschiedene territoriale Verwaltungseinteilungen verwendet, die sich zudem von Zeit zu Zeit änderten, so dass auch auf dieser Grundlage keine einheitliche Liste erstellt werden kann.
Zu den wichtigsten rechtlichen Unterschieden gehörte die unterschiedliche Organisation der Steuererhebung. In der Mehrzahl der Provinzen, den sogenannten pays d’élections, waren lokale gewählte Vertreter, die sogenannten élus, für die Steuererhebung zuständig. In den sogenannten pays d’États existierte eine provinziale Ständeversammlung, die auch für die Steuerbewilligung zuständig war, wenn auch die französischen Könige bestrebt waren, die politische Rolle der Provinzialstände ebenso wie diejenige der Generalstände des gesamten Königreiches möglichst weit zu beschränken. In den im Laufe des 17. und 18. Jahrhunderts an den französischen Staat angegliederten sogenannten pays d’imposition gab es weder Provinzialstände noch élus, sondern die Steuererhebung lag direkt in den Händen der königlichen Intendanten.

## Entwicklung der Institutionen

### Gouvernements
Als Verwaltungseinheiten der Zentralregierung bestanden seit dem 14. Jahrhundert die sogenannten gouvernements. Sie standen unter Leitung eines Gouverneurs, der meist aus dem Hochadel stammte. Die Gouvernements dienten zu Beginn in erster Linie militärischen Zwecken, übernahmen jedoch im Laufe der Zeit auch zahlreiche zivile Aufgaben. Da die adeligen Gouverneure von den absolutistischen Königen jedoch als potentielle oppositionelle Kräfte angesehen wurden, versuchten diese deren Macht einzuschränken. 1661 bestimmte Ludwig XIV., dass sich die Gouverneure nur noch für begrenzte Zeiträume mit Einwilligung des Königs in ihren gouvernements aufhalten durften.
Die Zahl der gouvernements schwankte im 15. und 16. Jahrhundert zwischen 3 und 12, ein gouvernement umfasste zu dieser Zeit gewöhnlich mehrere Provinzen. Unter Ludwig XIII. erhöhte sich die Zahl der gouvernements im 17. Jahrhundert auf knapp 40, so dass ihr Gebiet jetzt oft dem einer einzelnen Provinz entsprach. Im Jahr 1776 wurde ihre Zahl auf 39 festgelegt, davon 32 große Gouvernements (grands grouvernements) und 7 kleine Gouvernements (petits grouvernements), die Enklaven innerhalb der großen bildeten.

### Généralités und Intendances
Als Bezirke der Finanzverwaltung wurden in Frankreich im Jahre 1542 die recettes générales oder Généralités geschaffen. Zunächst gab es 16 von diesen, im Laufe der folgenden Jahrhunderte erhöhte sich ihre Zahl bis 1784 auf 36. Die Gebiete der Généralités entsprachen nur teilweise denen von Provinzen. In größeren Provinzen existierten oft mehrere Généralités, während mehrere kleinere Provinzen zu einer Généralité zusammengefasst waren. Die recettes générales unterstanden jeweils einem receveur général, dem ein Trésorier de France, zuständig für die königlichen Güter, und ein Général des finances, zuständig für die direkten und indirekten Steuern, zur Seite standen. Für die Finanzkontrolle waren seit 1555 die Maîtres des requêtes zuständig.
Zu Beginn des 17. Jahrhunderts erhielten die Maîtres des requêtes den Titel von Polizei-, Justiz- und Finanzintendanten und königlichen Kommissaren (intendant de police, justice et finance et commissaire départi du roi). Sie hatten seit dem Ende des 17. Jahrhunderts ihren Sitz auf Dauer in der Généralité, für die sie zuständig waren. Die Intendanten, die jederzeit abberufbare direkte Vertreter des Königs waren, wurden faktisch zu den Leitern der staatlichen Verwaltung auf dem ihnen unterstehenden Territorium und übernahmen damit die Aufgaben, die früher von den Gouverneuren wahrgenommen worden waren. Oft kümmerten sie sich darüber hinaus auch um die wirtschaftliche Entwicklung des Gebietes. Da die Zuständigkeitsbereiche der Intendanten im Allgemeinen den Généralités entsprachen, werden diese oft auch als généralités-intendances bezeichnet. In einzelnen Fällen deckten sich die Gebiete von Généralités und intendances allerdings nicht: So gab es im Languedoc zwei Généralités (in Toulouse und Montpellier), aber nur eine intendance (in Montpellier).

### Auflösung der Provinzen
Während der Französischen Revolution erklärten die Abgeordneten der einzelnen Provinzen in der Nationalversammlung im Jahre 1789 den Verzicht auf die ererbten Privilegien ihrer Provinzen, die als unvereinbar mit der Gleichheit aller Bürger angesehen wurden. Die Nationalversammlung beschloss die Auflösung der Provinzen und ihre Ersetzung durch die Départements, die im Gegensatz zu den Provinzen alle dieselbe Größe und denselben Status haben sollten. Bei der Benennung der neugebildeten Départements wurde bewusst auf die Verwendung von Namen der bis dahin bestehenden Provinzen verzichtet, stattdessen wurden sie größtenteils nach Flüssen und Gebirgen benannt. Die Größe der Départements wurde so festgelegt, dass deren Hauptstädte jeweils eine Tagesreise von den umliegenden entfernt war.
Die Provinzen sind seitdem keine politischen Einheiten mehr, ihre Namen leben jedoch als geographische Bezeichnungen fort. Bei der Benennung der heutigen französischen Regionen wurde wieder auf die Namen der historischen Provinzen zurückgegriffen, wenn das Gebiet der Region weitgehend einem historischen Territorium entsprach. Da die Grenzen einer Region sich jedoch an denen der Départements ausrichten, decken sie sich nur in wenigen Fällen genau mit den Grenzen der ehemaligen Provinzen.

## Provinzen mit Jahr der Angliederung an die Krondomäne
| Provinz                                        | untergeordnete Provinzen      | Hauptorte der Provinzen                             | Jahr der endgültigen Angliederung an die Krondomäne  |
| ---------------------------------------------- | ----------------------------- | --------------------------------------------------- | ---------------------------------------------------- |
| Angoumois                                      |                               | Angoulême                                           | 1515                                                 |
| Anjou                                          |                               | Angers                                              | 1480                                                 |
| Anjou                                          | Baugeois                      | Baugé                                               | 1480                                                 |
| Anjou                                          | Mauges                        |                                                     | 1480                                                 |
| Artois                                         |                               | Arras                                               | 1659                                                 |
| (Pays d’) Aunis                                |                               | La Rochelle                                         | 1371                                                 |
| Auvergne                                       |                               | Clermont-Ferrand                                    | 1531 bzw. 1610                                       |
| Béarn                                          |                               | Pau                                                 | 1594 (mit Nieder-Navarra)                            |
| Beaujolais                                     |                               | Beaujeu                                             |                                                      |
| Berry                                          |                               | Bourges                                             | 1100                                                 |
| Boulonnais                                     |                               | Boulogne                                            | 1477 (mit der Picardie)                              |
| Bourbonnais                                    |                               | Moulins                                             | 1531                                                 |
| Bretagne                                       |                               | Rennes                                              | 1532                                                 |
| Bretagne                                       | Clos-Poulet                   | Saint-Malo                                          | 1532                                                 |
| Bretagne                                       | Cornouaille                   | Quimper                                             | 1532                                                 |
| Bretagne                                       | Goëllo                        |                                                     | 1532                                                 |
| Bretagne                                       | Léon                          | Lesneven                                            | 1532                                                 |
| Bretagne                                       | Penthièvre                    |                                                     | 1532                                                 |
| Bretagne                                       | Poher                         |                                                     | 1532                                                 |
| Bretagne                                       | Trégor                        |                                                     | 1532                                                 |
| Burgund (Bourgogne)                            |                               | Dijon                                               | 1477                                                 |
| Burgund (Bourgogne)                            | Autunois                      | Autun                                               | 1477                                                 |
| Burgund (Bourgogne)                            | Auxerrois                     | Auxerre                                             | 1477                                                 |
| Burgund (Bourgogne)                            | Auxois                        | Semur-en-Auxois                                     | 1477                                                 |
| Burgund (Bourgogne)                            | Bassigny                      | Langres                                             | 1477                                                 |
| Burgund (Bourgogne)                            | Chalonnais                    | Chalon-sur-Saône                                    | 1477                                                 |
| Burgund (Bourgogne)                            | Bresse                        | Bourg                                               | 1477                                                 |
| Burgund (Bourgogne)                            | Bugey                         | Belley                                              | 1477                                                 |
| Burgund (Bourgogne)                            | Charolais                     | Charolles                                           | 1477                                                 |
| Burgund (Bourgogne)                            | Mâconnais                     | Mâcon                                               | 1477                                                 |
| Burgund (Bourgogne)                            | Pays de Gex                   | Gex                                                 | 1477                                                 |
| Burgund (Bourgogne)                            | Valromey                      | Saint-Rambert                                       | 1477                                                 |
| Burgund (Bourgogne)                            | (Principauté de) Dombes       | Trévoux                                             | 1762                                                 |
| Champagne                                      |                               | Troyes                                              | 1285                                                 |
| Champagne                                      | Brie champenoise              | Meaux                                               | 1285                                                 |
| Champagne                                      | Perthois                      |                                                     | 1285                                                 |
| Champagne                                      | Remois                        | Reims                                               | 1285                                                 |
| Champagne                                      | Senonais                      | Sens                                                | 1285                                                 |
| Champagne                                      | Vallage                       | Joinville                                           | 1285                                                 |
| Dauphiné                                       |                               | Grenoble                                            | 1349                                                 |
| Dauphiné                                       | Baronnies                     |                                                     | 1349                                                 |
| Dauphiné                                       | Briançonnois                  |                                                     | 1349                                                 |
| Dauphiné                                       | Champsaur                     |                                                     | 1349                                                 |
| Dauphiné                                       | Diois                         |                                                     | 1349                                                 |
| Dauphiné                                       | Gapençais                     |                                                     | 1349                                                 |
| Dauphiné                                       | Graisivaudan                  |                                                     | 1349                                                 |
| Dauphiné                                       | Embrunais                     |                                                     | 1349                                                 |
| Dauphiné                                       | Valentinois                   |                                                     | 1349                                                 |
| Dauphiné                                       | Viennois                      |                                                     | 1349                                                 |
| Elsass (Alsace)                                |                               | Straßburg (Strasbourg)                              | 1681                                                 |
| Elsass (Alsace)                                | Unterelsass (Basse-Alsace)    |                                                     | 1648 bis 1697                                        |
| Elsass (Alsace)                                | Oberelsass (Haute-Alsace)     |                                                     | 1648 bis 1697                                        |
| Elsass (Alsace)                                | Sundgau                       | Belfort                                             | 1648                                                 |
| Flandern (Flandres)                            |                               | Lille                                               | 1668 (zusammen mit dem südlichen Hennegau (Hainaut)) |
| Flandern (Flandres)                            | Flandre maritime              |                                                     | 1668 (zusammen mit dem südlichen Hennegau (Hainaut)) |
| Flandern (Flandres)                            | Flandre wallonne              |                                                     | 1668 (zusammen mit dem südlichen Hennegau (Hainaut)) |
| Grafschaft Foix (Comté de Foix / Pays de Foix) |                               | Foix                                                | 1589                                                 |
| Grafschaft Foix (Comté de Foix / Pays de Foix) | Donnezan                      | Artigues                                            | 1589                                                 |
| Forez                                          |                               | Saint-Étienne                                       |                                                      |
| Franche-Comté (bis 1678 Reichsburgund)         |                               | Besançon                                            | 1678                                                 |
| Gascogne                                       |                               | Auch                                                | 1453 (zusammen mit Guyenne und Labourd)              |
| Gascogne                                       | Agenois                       | Agen                                                | 1453 (zusammen mit Guyenne und Labourd)              |
| Gascogne                                       | Armagnac                      | Auch                                                | 1453 (zusammen mit Guyenne und Labourd)              |
| Gascogne                                       | Bigorre                       | Tarbes                                              | 1453 (zusammen mit Guyenne und Labourd)              |
| Gascogne                                       | Comminges                     | Saint-Bertrand                                      | 1453 (zusammen mit Guyenne und Labourd)              |
| Gascogne                                       | Condomois                     | Condom                                              | 1453 (zusammen mit Guyenne und Labourd)              |
| Gascogne                                       | Couserans                     | Saint-Lizier                                        | 1453 (zusammen mit Guyenne und Labourd)              |
| Gascogne                                       | Estarac                       | Mirande                                             | 1453 (zusammen mit Guyenne und Labourd)              |
| Gascogne                                       | Grave                         |                                                     | 1453 (zusammen mit Guyenne und Labourd)              |
| Gascogne                                       | Lomagne                       | Lectoure                                            | 1453 (zusammen mit Guyenne und Labourd)              |
| Gascogne                                       | (Pays de) Marsan              | Mont-de-Marsan                                      | 1453 (zusammen mit Guyenne und Labourd)              |
| Gascogne                                       | Quatre-Vallées                | Sarrancolin                                         | 1453 (zusammen mit Guyenne und Labourd)              |
| Guyenne                                        |                               | Bordeaux                                            | 1453 (zusammen mit Gascogne und Labourd)             |
| Guyenne                                        | Bordelais                     |                                                     | 1453 (zusammen mit Gascogne und Labourd)             |
| Guyenne                                        | Bazadois                      | Bazas                                               | 1453 (zusammen mit Gascogne und Labourd)             |
| Guyenne                                        | Chalosse                      | Saint-Sever                                         | 1453 (zusammen mit Gascogne und Labourd)             |
| Guyenne                                        | Lannes                        |                                                     | 1453 (zusammen mit Gascogne und Labourd)             |
| Guyenne                                        | Périgord                      | Périgueux                                           | 1453 (zusammen mit Gascogne und Labourd)             |
| Guyenne                                        | Quercy                        | Cahors                                              | 1453 (zusammen mit Gascogne und Labourd)             |
| Guyenne                                        | Rouergue                      | Rodez                                               | 1453 (zusammen mit Gascogne und Labourd)             |
| Hennegau (Hainaut)                             |                               | Valenciennes                                        | 1668 (zusammen mit Flandern)                         |
| Hennegau (Hainaut)                             | Cambrésis                     | Cambrai                                             | 1668 (zusammen mit Flandern)                         |
| Île-de-France                                  |                               | Paris                                               | (ursprüngliche Krondomäne)                           |
| Île-de-France                                  | Beauvaisis                    | Beauvais                                            | (ursprüngliche Krondomäne)                           |
| Île-de-France                                  | Brie française                | Lagni                                               | (ursprüngliche Krondomäne)                           |
| Île-de-France                                  | Gâtinais français             | Nemours                                             | (ursprüngliche Krondomäne)                           |
| Île-de-France                                  | Hurepoix                      | Melun                                               | (ursprüngliche Krondomäne)                           |
| Île-de-France                                  | Laonnois                      | Laon                                                | (ursprüngliche Krondomäne)                           |
| Île-de-France                                  | Mantois                       | Mantes                                              | (ursprüngliche Krondomäne)                           |
| Île-de-France                                  | Quart de Noyon                |                                                     | (ursprüngliche Krondomäne)                           |
| Île-de-France                                  | Soissonnois                   | Soissons                                            | (ursprüngliche Krondomäne)                           |
| Île-de-France                                  | Vexin français                | Pontoise                                            | (ursprüngliche Krondomäne)                           |
| Île-de-France                                  | Valois                        | Crépy                                               | (ursprüngliche Krondomäne)                           |
| Korsika (Corse)                                |                               | Bastia                                              | 1768                                                 |
| (Terre de) Labourd                             |                               | Bayonne                                             | 1453 (zusammen mit Guyenne und Gascogne)             |
| Languedoc                                      |                               | Toulouse                                            | 1271                                                 |
| Languedoc                                      | Gévaudan                      | Mende                                               | 1271                                                 |
| Languedoc                                      | Velay                         | Le Puy                                              | 1271                                                 |
| Languedoc                                      | Vivarais                      | Viviers                                             | 1271                                                 |
| Limousin                                       |                               | Limoges                                             | 1250                                                 |
| Lothringen (Lorraine)                          |                               | Nancy                                               | 1766                                                 |
| Lothringen (Lorraine)                          | Barrois, vorher Herzogtum Bar | Bar-le-Duc                                          | 1766                                                 |
| Lyonnais                                       |                               | Lyon                                                | 1312                                                 |
| Lyonnais                                       | Plat pays de Lyonnais         |                                                     | 1312                                                 |
| Lyonnais                                       | Stadt Lyon (Ville de Lyon)    |                                                     | 1312                                                 |
| Lyonnais                                       | Franc-Lyonnais                | Genay, ab 1665 Neuville                             | 1312                                                 |
| Maine                                          |                               | Le Mans                                             | 1481                                                 |
| Marche                                         |                               | Guéret                                              | 1531                                                 |
| Marche                                         | Combrailles                   |                                                     | 1531                                                 |
| Nieder-Navarra (Basse-Navarre)                 |                               | Saint-Palais                                        | 1594 (zusammen mit Béarn)                            |
| Nivernais                                      |                               | Nevers                                              | 1669                                                 |
| Normandie                                      |                               | Rouen                                               | 1450                                                 |
| Normandie                                      | Avranchin                     |                                                     | 1450                                                 |
| Normandie                                      | Pays d’Auge                   |                                                     | 1450                                                 |
| Normandie                                      | Bessin                        | Bayeux                                              | 1450                                                 |
| Normandie                                      | Pays de Bray                  |                                                     | 1450                                                 |
| Normandie                                      | Campagne de Caen              |                                                     | 1450                                                 |
| Normandie                                      | Pays de Caux                  | Caudebec-en-Caux                                    | 1450                                                 |
| Normandie                                      | Cotentin                      |                                                     | 1450                                                 |
| Normandie                                      | Hiémois                       |                                                     | 1450                                                 |
| Normandie                                      | le Houlme                     |                                                     | 1450                                                 |
| Normandie                                      | Lieuvin                       | Beuzeville, Épaignes, Lieurey, Thiberville          | 1450                                                 |
| Normandie                                      | Campagne du Neubourg          |                                                     | 1450                                                 |
| Normandie                                      | Pays d’Ouche                  | L’Aigle, Bernay, Breteuil-sur-Iton, Conches, Rugles | 1450                                                 |
| Normandie                                      | Roumois                       | Elbeuf, Brionne                                     | 1450                                                 |
| Normandie                                      | Campagne de Saint-André       |                                                     | 1450                                                 |
| Normandie                                      | Vexin normand                 | Quillebeuf                                          | 1450                                                 |
| Orléanais                                      |                               | Orléans                                             | 1626                                                 |
| Orléanais                                      | Blésois                       | Blois                                               | 1626                                                 |
| Orléanais                                      | Pays chartrain                | Chartres                                            | 1626                                                 |
| Orléanais                                      | Dunois                        | Châteaudun                                          | 1626                                                 |
| Orléanais                                      | Gâtinais orléanais            | Montargis                                           | 1626                                                 |
| Orléanais                                      | Vendômois                     | Vendôme                                             | 1626                                                 |
| Perche                                         |                               | Mortagne-au-Perche                                  |                                                      |
| Perche                                         | Perche-Gouët                  |                                                     |                                                      |
| Perche                                         | Perche Vendômois              |                                                     |                                                      |
| Perche                                         | Thimerais                     |                                                     |                                                      |
| Picardie                                       |                               | Amiens                                              | 1477 (zusammen mit dem Boulonnais)                   |
| Picardie                                       | Amienois                      |                                                     | 1477 (zusammen mit dem Boulonnais)                   |
| Picardie                                       | Ponthieu                      | Abbeville                                           | 1477 (zusammen mit dem Boulonnais)                   |
| Picardie                                       | Santerre                      | Péronne, Montdidier, Roye                           | 1477 (zusammen mit dem Boulonnais)                   |
| Picardie                                       | Thiérache                     | Guise                                               | 1477 (zusammen mit dem Boulonnais)                   |
| Picardie                                       | Vermandois                    | Saint-Quentin                                       | 1477 (zusammen mit dem Boulonnais)                   |
| Picardie                                       | Vimeu                         | Saint-Valery-sur-Somme                              | 1477 (zusammen mit dem Boulonnais)                   |
| Poitou                                         |                               | Poitiers                                            | 1369                                                 |
| Provence                                       |                               | Aix-en-Provence                                     | 1481                                                 |
| Roussillon                                     |                               | Perpignan                                           | 1659                                                 |
| Roussillon                                     | Cerdagne française            | Mont-Louis                                          | 1659                                                 |
| Roussillon                                     | Conflent                      |                                                     | 1659                                                 |
| Saintonge                                      |                               | Saintes                                             | 1371                                                 |
| (Vallée de) Soule                              |                               | Mauléon                                             | 1510                                                 |
| Touraine                                       |                               | Tours                                               | 1584                                                 |
| Trois-Évêchés (die „Drei Bistümer“)            | Bistum Metz                   | Metz                                                | 1648                                                 |
| Trois-Évêchés (die „Drei Bistümer“)            | Bistum Toul                   | Toul                                                | 1648                                                 |
| Trois-Évêchés (die „Drei Bistümer“)            | Bistum Verdun                 | Verdun                                              | 1648                                                 |

## Liste der Gouvernements
Die folgende Liste enthält die 39 im Jahre 1789 bestehenden Gouvernements mit den jeweils zu ihnen gehörenden Provinzen.
| Gouvernement                                     | zugehörige Provinzen           |
| ------------------------------------------------ | ------------------------------ |
| Anjou                                            | Anjou                          |
| Artois                                           | Artois                         |
| Aunis                                            | Aunis                          |
| Auvergne                                         | Auvergne                       |
| Béarn                                            | Béarn, Soule, Nieder-Navarra   |
| Berry                                            | Berry                          |
| Boulonnais                                       | Boulonnais                     |
| Bourbonnais                                      | Bourbonnais                    |
| Bretagne                                         | Bretagne                       |
| Burgund (Bourgogne)                              | Burgund                        |
| Champagne                                        | Champagne                      |
| Dauphiné                                         | Dauphiné                       |
| Dombes                                           | Dombes                         |
| Elsass (Alsace)                                  | Elsass                         |
| Flandern und Hennegau (Flandre et Hainaut)       | Flandern, Hennegau             |
| Grafschaft Foix (Comté de Foix)                  | Grafschaft Foix                |
| Franche-Comté                                    | Franche-Comté                  |
| Guyenne und Gascogne (Guyenne et Gascogne)       | Guyenne, Gascogne, Labourd     |
| Île-de-France                                    | Île-de-France (ohne Paris)     |
| Korsika (Corse)                                  | Korsika                        |
| Languedoc                                        | Languedoc                      |
| Limousin                                         | Limousin                       |
| Lothringen (Lorraine)                            | Lothringen                     |
| Lyonnais                                         | Lyonnais                       |
| Maine                                            | Maine                          |
| Marche                                           | Marche                         |
| Nivernais                                        | Nivernais                      |
| Normandie                                        | Normandie                      |
| Orléanais                                        | Orléanais                      |
| Paris                                            | Paris (Teil der Île-de-France) |
| Picardie                                         | Picardie                       |
| Poitou                                           | Poitou                         |
| Provence                                         | Provence                       |
| Roussillon                                       | Roussillon                     |
| Saintonge und Angoumois (Saintonge et Angoumois) | Saintonge, Angoumois           |
| Saumurois                                        | Saumurois                      |
| Toul                                             | Toul                           |
| Touraine                                         | Touraine                       |
| Verdun und Metz                                  | Verdun, Metz                   |

## Liste der Généralités
In der nachfolgenden Liste werden die unmittelbar vor der Französischen Revolution bestehenden Généralités mit den zugehörigen Provinzen aufgeführt.
| Sitz der Généralité    | Gründungsjahr der Généralité | zugehörige Provinzen                                                                   | Steuerrechtlicher Status |
| ---------------------- | ---------------------------- | -------------------------------------------------------------------------------------- | ------------------------ |
| Agen, später Bordeaux  | 1542                         | Guyenne (teilweise)                                                                    | pays d’élections         |
| Aix                    | 1542                         | Provence                                                                               | pays d’États             |
| Alençon                | 1636                         | Normandie (teilweise)                                                                  | pays d’élections         |
| Amiens                 | 1542                         | Picardie (teilweise), Boulonnais, bis 1754 auch Artois                                 | pays d’élections         |
| Auch                   | 1716                         | Gascogne                                                                               | pays d’élections         |
| Bastia                 | 1768                         | Korsika                                                                                |                          |
| Bayonne                | 1784                         | Labourd                                                                                |                          |
| Besançon               | 1676                         | Franche-Comté                                                                          | pays d’imposition        |
| Bourges                | 1542                         | Berry, Marche (teilweise)                                                              | pays d’élections         |
| Caen                   | 1542                         | Normandie (teilweise)                                                                  | pays d’élections         |
| Châlons-sur-Marne      | 1542                         | Champagne, Brie, Sedan                                                                 | pays d’élections         |
| Dijon                  | 1542                         | Burgund                                                                                | pays d’États             |
| Grenoble               | 1542                         | Dauphiné                                                                               | pays d’États             |
| Issoire, später Riom   | 1542                         | Auvergne                                                                               | pays d’élections         |
| La Rochelle            | 1694                         | Aunis, Saintonge, Angoumois (teilweise)                                                | pays d’élections         |
| Lille                  | 1691                         | Flandern, ab 1754 auch Artois                                                          | pays d’imposition        |
| Limoges                | 1558                         | Limousin, Marche (teilweise), Angoumois (teilweise)                                    | pays d’élections         |
| Lyon                   | 1542                         | Lyonnais, Forez, Beaujolais                                                            | pays d’élections         |
| Metz                   | 1552                         | die drei Bistümer (Trois-Évêchés) Metz, Toul und Verdun                                |                          |
| Montauban              | 1635                         | Guyenne (teilweise), bis 1716 auch Gascogne                                            | pays d’élections         |
| Montpellier            | 1542                         | Languedoc (teilweise) (einschließlich Gévaudan und Vivarais)                           | pays d’États             |
| Moulins                | 1587                         | Bourbonnais, Marche (teilweise), Nivernais (teilweise)                                 | pays d’élections         |
| Nancy                  | 1737                         | Lothringen                                                                             | pays d’imposition        |
| Orléans                | 1558                         | Orléanais, Nivernais (teilweise)                                                       | pays d’élections         |
| Paris                  | 1542                         | Île-de-France (größtenteils), Picardie (teilweise)                                     | pays d’élections         |
| Pau                    | 1784                         | Béarn, Soule, Nieder-Navarra, Bigorre, Quatre Vallées, Pays de Marsan, Grafschaft Foix | pays d’États             |
| Perpignan              | 1660                         | Roussillon                                                                             | pays d’imposition        |
| Poitiers               | 1542                         | Poitou                                                                                 | pays d’élections         |
| Rennes                 | 1552                         | Bretagne                                                                               | pays d’États             |
| Rouen                  | 1542                         | Normandie (teilweise)                                                                  | pays d’élections         |
| Soissons               | 1595                         | Île-de-France (teilweise), Picardie (teilweise)                                        | pays d’élections         |
| Straßburg (Strasbourg) | 1689                         | Elsass Alsace                                                                          | pays d’imposition        |
| Toulouse               | 1542                         | Languedoc (teilweise)                                                                  | pays d’États             |
| Tours                  | 1542                         | Touraine, Maine, Anjou, Saumurois                                                      | pays d’élections         |
| Trévoux                | 1762                         | Dombes                                                                                 | pays d’élections         |
| Valenciennes           | 1678                         | Hennegau Hainaut                                                                       | pays d’imposition        |